# Vide e Cabeça
Vide e Cabeça (llamada oficialmente União das Freguesias de Vide e Cabeça) es una freguesia portuguesa del municipio de Seia, distrito de Guarda.

## Historia
Fue creada el 28 de enero de 2013 en aplicación de una resolución de la Asamblea de la República de Portugal promulgada el 16 de enero de 2013 con la unión de las freguesias de Cabeça y Vide, pasando su sede a estar situada en la antigua freguesia de Vide.

## Demografía
| Gráfica de evolución demográfica de Vide e Cabeça entre 2011 y 2021 |
|                                                                     |
| Datos según el nomenclátor publicado por el INE portugués.          |